# Batalha de Selino
A Batalha de Selino, que ocorreu no início de 409 a.C., é a batalha de abertura da chamada Segunda Guerra da Sicília.

## Hegemonia cartaginesa
Os fenícios na Sicília não resistiram à expansão grega inicial pela força das armas, mas as coisas mudaram quando os gregos começaram a invadir seu território na Sicília Ocidental. Os fenícios tinham ajudado os Elímios contra os gregos dóricos de Selino em 580, quando uma tentativa de colonização grega da área em torno da futura Marsala. (que fica em toda a colônia fenícia de Mócia) foi derrotada por seu esforço conjunto. Nada se sabe sobre o papel de Cartago neste episódio, e é possível que os fenícios sicilianos não fizessem parte da hegemonia púnica naquela época. O rei cartaginês Malco teria "conquistado toda a Sicília" e enviado espólio capturado para Tiro algum tempo depois deste evento. Isto provavelmente implica que Cartago tinha incorporado as colônias fenícias de Mócia, Panormo, e Solo na hegemonia púnica liderada por Cartago, que tinha começado a resistir à invasão grega do Mediterrâneo Ocidental depois de 600 a.C. O crescimento de Selino e Hímera durante o período em que Malco esteve ativo na Sicília indica que os cartagineses não estavam em conflito com os gregos sicilianos naquela época. Entretanto, Cartago contrariou a expedição do Espartano Dorieu em 510 e os gregos foram derrotados perto de Erix, uma clara indicação de que Cartago agora dominava os interesses fenícios na Sicília. Uma guerra se seguiu a este evento, que acabou levando Cartago a destruir a cidade de Heracleia Minoa.

## Expedição principal
Aníbal, respondendo ao apelo segestano, reuniu uma força maior, disse ter numerado 120.000 homens, incluindo 4.000 cavalaria, recrutados da África, Sardenha, Espanha e até mesmo gregos sicilianos, e este exército continha até muitos voluntários cartagineses. As estimativas modernas colocam a força do exército em 30.000-40.000 soldados.

### Coortes cartaginesas
O exército cartaginês é composto por mercenários de várias nações. Os líbios forneciam infantaria pesada e leve e formavam as unidades mais disciplinadas do exército. A infantaria pesada lutou em formação cerrada, armada com lanças longas e escudos redondos, usando capacetes e couraças de linho. A infantaria ligeira da Líbia carregava dardos e um pequeno escudo, igual à infantaria ligeira ibérica. Os soldados ibéricos usavam túnicas brancas com bordas roxas e capacete de couro. A infantaria pesada ibérica lutou em uma falange densa, armada com pesadas lanças de arremesso, longos escudos corporais e espadas curtas de ataque.